# قابيل وهابيل

تخطيط لقابيل وهابيل

قابيل وهابيل. هما أول ابنين للنبي آدم وزوجته حواء.

## قابيل وهابيل في الدين اليهودي والمسيحي

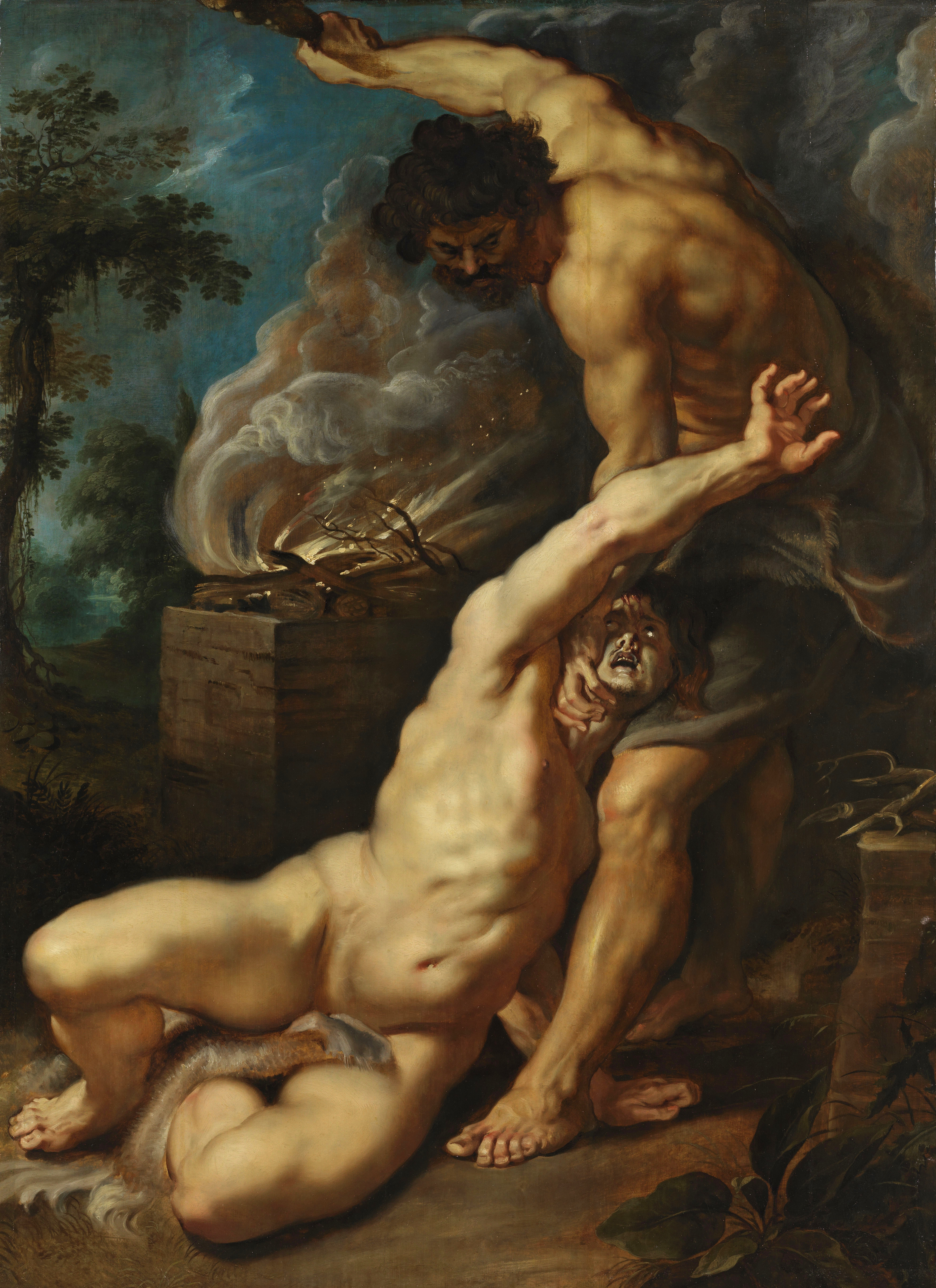
قابيل يقتل هابيل، بقلم بيتر بول روبنس، 1600

قابيل وهابيل هما شخصيتان ذكرتا في العهد القديم، وهما أول ابنين لآدم وحواء. كان قابيل عاملاً بالأرض أما هابيل فكان راعياً للغنم، وفي يوم قررا أن يعبدا الله فقدما قرابين. يقول الكتاب: وحدث من بعد أيام، أن قابيل قدم من ثمار الأرض قرباناً للرب. وقدم هابيل أيضاً من أبكار غنمه ومن سمانِها. فنظر الرب إلى هابيل وقربانه، ولكن إلى قابيل وقربانه لم ينظر. فأغتاظ قابيل جداً، وسقط وجهه. ولم ينظر الرب إلى قربان قابيل لأنه كان مخالفاً لما كان يتطلبه وهو الذبيحة الدموية أما هابيل فقد فعل. يقول الكتاب: بالإيمان قدم هابيل لله ذبيحة أفضل من قابيل. فبه شُهِد له أنه بارٌ إذ شهِد الله لقرابينه. حيث قابيل ادعى إيمانه بالرب ولكنه لم يفعل. لم يقبل الرب قربان قابيل فأغتاظ قابيل جداً وسقط وجهه. فقام على أخيه هابيل في الحقل وقتله، فقال الرب قابيل أين هابيل أخوك؟ فقال لاأعلم؛ أحارس أنا لأخي. فقال: ماذا فعلت؟ صوت دم أخيك صارخ من الأرض. فالآن، ملعون أنت من الأرض التي فتحت فاها لتقبل دم أخيك من يدك. متى عملْت الأرض لاتعود تعطيك قوتها. تائهاً وهارباً تكون في الأرض.

## قابيل وهابيل في الإسلام
ذكرهما الله في القرآن دون ذكر اسميهما صراحة بل اكتفى بوصفهما ابني آدم فقال تعالى:﴿وَاتْلُ عَلَيْهِمْ نَبَأَ ابْنَيْ آدَمَ بِالْحَقِّ إِذْ قَرَّبَا قُرْبَانًا فَتُقُبِّلَ مِنْ أَحَدِهِمَا وَلَمْ يُتَقَبَّلْ مِنَ الْآخَرِ قَالَ لَأَقْتُلَنَّكَ قَالَ إِنَّمَا يَتَقَبَّلُ اللَّهُ مِنَ الْمُتَّقِينَ ۝٢٧ لَئِنْ بَسَطْتَ إِلَيَّ يَدَكَ لِتَقْتُلَنِي مَا أَنَا بِبَاسِطٍ يَدِيَ إِلَيْكَ لِأَقْتُلَكَ إِنِّي أَخَافُ اللَّهَ رَبَّ الْعَالَمِينَ ۝٢٨ إِنِّي أُرِيدُ أَنْ تَبُوءَ بِإِثْمِي وَإِثْمِكَ فَتَكُونَ مِنْ أَصْحَابِ النَّارِ وَذَلِكَ جَزَاءُ الظَّالِمِينَ ۝٢٩ فَطَوَّعَتْ لَهُ نَفْسُهُ قَتْلَ أَخِيهِ فَقَتَلَهُ فَأَصْبَحَ مِنَ الْخَاسِرِينَ ۝٣٠ فَبَعَثَ اللَّهُ غُرَابًا يَبْحَثُ فِي الْأَرْضِ لِيُرِيَهُ كَيْفَ يُوَارِي سَوْأَةَ أَخِيهِ قَالَ يَا وَيْلَتَا أَعَجَزْتُ أَنْ أَكُونَ مِثْلَ هَذَا الْغُرَابِ فَأُوَارِيَ سَوْأَةَ أَخِي فَأَصْبَحَ مِنَ النَّادِمِينَ ۝٣١﴾.
القصة في القرآن تقول أن كلاًّ من قابيل وهابيل قدَ قدما قرابين إلى الله سبحانه، فتقبل الله قربان هابيل؛ لصدقه وإخلاصه، ولم يتقبل قربان قابيل؛ لسوء نيته، وعدم تقواه، فقال قابيل -على سبيل الحسد- لأخيه هابيل: {لأقتلنك}، بسبب قبول قربانك، ورفض قبول قرباني، فكان رد هابيل على أخيه: {إنما يتقبل الله من المتقين}، فكان ردُّ هابيل لأخيه قابيل ردًّا فيه نصح وإرشاد؛ حيث بيَّن له الوسيلة التي تجعل صدقته مقبولة عند الله.
ثم إن هابيل انتقل من حال وعظ أخيه بتطهير قلبه من الحسد، إلى تذكيره بما تقتضيه رابطة الأخوة من تسامح، وما تستدعيه لحمة النسب من بر، فقال لأخيه: {لئن بسطت إلي يدك لتقتلني ما أنا بباسط يدي إليك لأقتلك إني أخاف الله رب العالمين}، فأخبره أنه إن اعتدى عليه بالقتل ظلماً وحسداً، فإنه لن يقابله بالفعل نفسه؛ خوفاً من الله، وكراهية أن يراه سبحانه قاتلاً لأخيه.
ثم انتقل هابيل إلى أسلوب آخر في وعظ أخيه وإرشاده؛ إذ أخذ يحذره من سوء المصير إن هو أقبل على تنفيذ فعلته {إني أريد أن تبوء بإثمي وإثمك فتكون من أصحاب النار وذلك جزاء الظالمين}. بيد أن قابيل لم يرعوِ لنصائح أخيه، وضرب بها عُرْض الحائط، ثم انساق مع هوى نفسه، وزينت له نفسه الإقدام على قتله، فارتكب جريمته، فقتل أخاه.
على أن قابيل القاتل لم يكتف بفعل تلك الجريمة، بل ترك أخاه ملقى في العراء، معرضاً للهوام والوحوش، ولكن بعث الله غراباً يحفر في الأرض حفرة ليدفن تلك الجثة الهامدة التي لا حول لها ولا قوة من البشر، فلما رأى قابيل ذلك المشهد، وأخذ يلوم نفسه على ما أقدم عليه، وعاتب نفسه كيف يكون هذا الغراب أهدى منه سبيلاً ، فعض أصابع الندامة، وندم ندماً شديداً، فقال عندها قابيل: (يَا وَيْلَتَى أَعَجَزْتُ أَنْ أَكُونَ مِثْلَ هَذَا الْغُرَابِ فَأُوَارِيَ سَوْءةَ أَخِي) ثم أخذ يفعل به ما فعل ذاك الغراب فواراه ودفنه تحت التراب.
فائدة: روى الجماعة سوى أبي داود وأحمدُ في مسنده عن ابن مسعود قال: قال رسول الله صلى الله عليه وسلم: «لا تُقتل نفس ظلمًا إلا كان على ابن آدم الأول كفل من دمها لأنه كان أول من سن القتل» أي ظلمًا. فعلم من ذلك أن قابيل ما تاب من قتله لهابيل.

## قابيل وهابيل في روايات عن الإمام جعفر الصادق
يذكر الثعلبي في كتابه عرائس المجالس وهو كتاب عن قصص الأنبياء في الباب التاسع في قصة قابيل وهابيل رواية عن الإمام جعفر الصادق تحوي فكرة مختلفة عن طريقة زواج أولاد آدم وتكوين النسل البشري وهذا نصها:
قال معاوية بن عمار: سألت جعفراً الصادق أكان آدم زوّج ابنته من ابنه؟ فقال: معاذ الله، لو فعل ذلك آدم لما رغب عنه رسول الله ﷺ، ولا كان دين آدم إلا دين نبينا محمد ﷺ، إن الله تعالى أهبط آدم وحواء إلى الأرض وجمع بينهما، وولد له بنت فسماها عناق، فبغت، وهي أول من بغى على الأرض، فسلط الله عليها من قتلها، فولد لآدم على أثرها قابيل ثم ولد له هابيل، فلما أدرك قابيل أظهر الله تعالى جنية من الجن يقال لها عمالة في صورة إنسية وخلق لها رحماً، وأوحى الله إلى آدم أن زوّجها من قابيل فزوجها منه، فلما أدرك هابيل أهبط الله إلى آدم حوراء في صورة إنسية وخلق لها رحماً وكان اسمها تركة، فلما نظر إليها هابيل ورمقها أوحى الله إلى آدم أن زوّجها من هابيل ففعل، فقال قابيل: يا أبت ألست أكبر من أخي وأحق بما فعلت به منه؟ فقال: يا بني إن الفضل بيد الله يؤتيه من يشاء، فقال: لا، ولكنك آثرته علي بهواك، فقال له: إن كنت تريد أن تعلم ذلك فقربا قرباناً فأيكما يقبل قربانه فهو أولى بها من صاحبه.، وتحتوي كتب الشيعة على روايات تؤيد هذا المعنى عن الإمام جعفر الصادق.

## طالع أيضًا
- آدم
- حواء